# Benelli 250 TN
Benelli 250 TN — итальянский мотоцикл, серийно выпускавшийся с 1936 года компанией Benelli. Военная версия этой модели, Benelli 250 M37 применялась во время Второй мировой войны.

## История
Развивая успех, достигнутый мотоциклом с двигателем 175 см³, фирма Benelli в 1936 году решила попробовать свои силы в строительстве более мощной (250 см³) модели. Ей стала Benelli 250 TN (Turismo Normale), военная версия которой (M37), была принята армией, в частности, для оснащения вестовых, то есть там, где мощность 500-кубового Benelli 500 VLM была бы избыточной.

## Конструкция
Двойная трубчатая стальная рама; передняя подвеска параллелограмная, задняя — свечная, подрессоренная . Двигатель одноцилиндровый (угол наклона цилиндра 12°) четырёхтактный, объёмом 246,79 cm³, диаметр цилиндра 67 мм, рабочий ход поршня 70 мм. 3-скоростная коробка передач, барабанные тормоза.
У военной версии зажигание и рычаг переключения передач расположены справа от бака.